# Smilodectes
Smilodectes is een geslacht van uitgestorven adapiforme primaten dat in het Midden-Eoceen in Noord-Amerika leefde. Het bezat post-orbitale botstructuren en had grijpduimen en -tenen. Smilodectes heeft een kleine schedelgrootte en het foramen magnum bevindt zich aan de achterkant van de schedel, op het achterhoofdsbeen.
Het geslacht werd in 1903 benoemd door Jacob Lawson Wortman. De geslachtsnaam betekent "scalpelbijter". Er zijn drie benoemde soorten: Smilodectes gracilis, Smilodectes gingerichi en Smilodectes mcgrewi.

## Smilodectes gracilis
Smilodectes gracilis was een adapiforme primaat uit het vroege Eoceen, zo'n 55 miljoen jaar geleden. S. gracilis werd gevonden op de landmassa van Noord-Amerika en op basis van zijn tandmorfologie was S. gracilis een Folivora. S. gracilis had een gebitsformule van 2.1.4.3/2.1.4.3 en had een relatief korte snuit, met afgerond frontaal bot in vergelijking met andere nothactines. Deze soort miste symfyseale fusie en had relatief kleinere reukkwabbben en een meer uitgebreide visuele cortex. Dit suggereert dat S. gracilis een diurnale, overdag levende, soort was. S. gracilis had een schedelinhoud van 9,5 cc. Er wordt gedacht dat S. gracilis een gemiddelde lichaamsmassa van ongeveer 2,1 kilogram had. Op basis van zijn postcraniale skelet was S. gracilis een rechtopstaande grijper en springer.